# ميل فاي
الميل فاي أو الميل فوي (بالفرنسية: Mille-feuille، «ألف ورقة»)، تعرف أيضًا باسم كعكة نابليون (Napoleon Cake) أو نابوليتين أو تورتة نابليون (Napoleon torte)، هي طبق تحلية فرنسية أصلها الدقيق غير معروف. تأثر شكلها الحديث بتحسينات من ماري-أنتوني كاريم.
تقليدياً، الميل فاي يتكون من ثلاث طبقات  من العجينة المنتفخة، متناوبة مع طبقتين من الكاسترد، لكن في بعض الأحيان تستبدل بالقشدة المخفوقة أو المربى.الطبقة العلوية من المعجنة تغطى بمدقوق السكر، وأحيانًا بالكاكو، فتات المعجنات، أو مسحوق البذور (على سبيل المثال اللوز المحمص). بدلاً من ذلك، تصقل الطبقة العلوية تغطية سكرية أو الفُنْدان بالتناوب بين الأبيض (غلاساج) والشرائط البنية (شوكلاتة)، وتمشّط.

## تاريخ

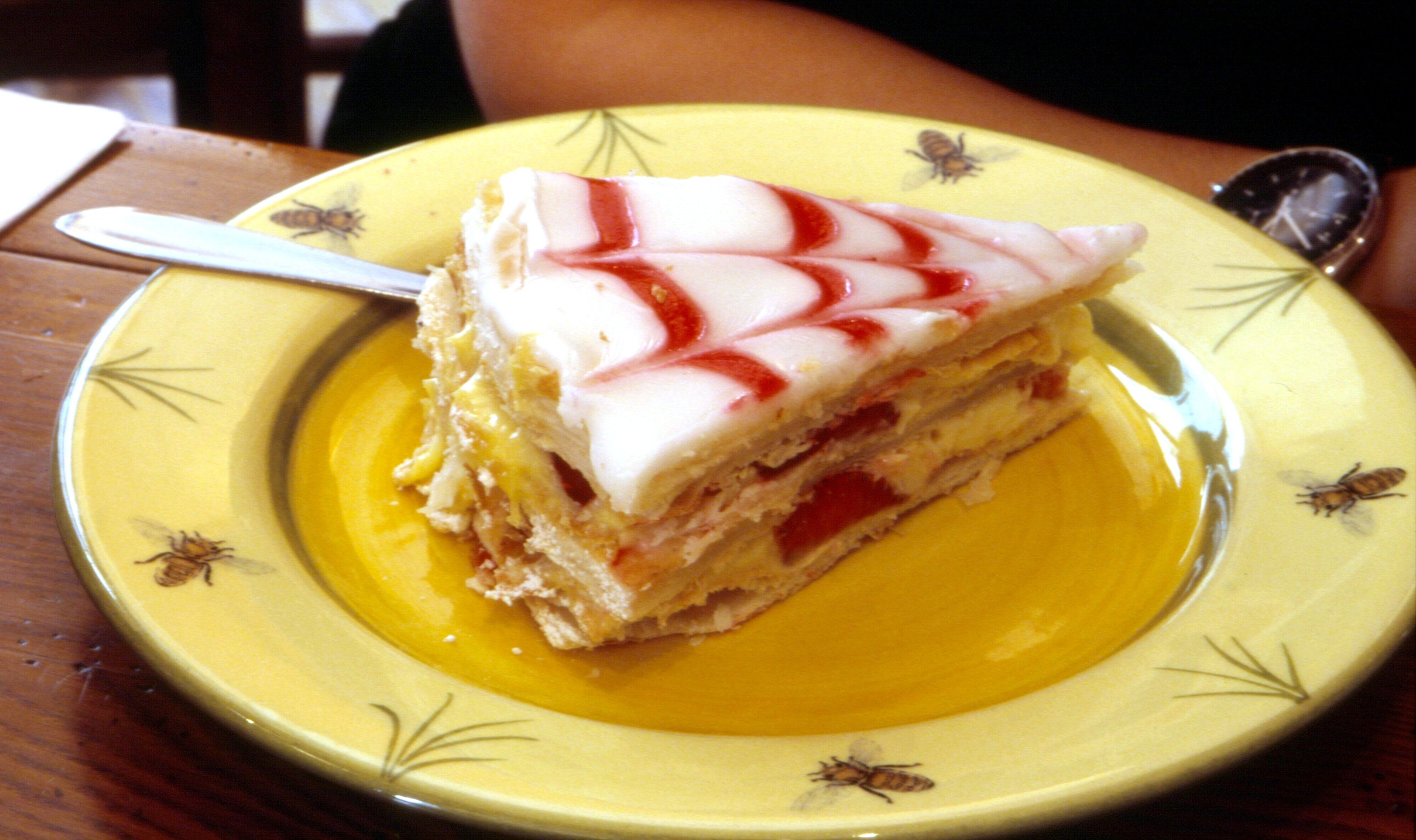
حلوى ميل فاي تحوي على غلاف غلاساج ممشط

الأصل الدقيق للميل فاي غير معلوم. فرانسوا بيير لا فارين ‏ وصف النسخة في لِو كيزني فغانسوا، 1651. طوّرت لاحقًا من قبل ماري-أنتوني كاريم. كاريم، دوّنها في أوائل القرن التاسع عشر، ويعتبر «أصلها القديم».وفقًا إلى ألان ديفيدسون في دليل أكسفورد في الغداء (صفحة 505)، احتراع الشكل -ليس المعجنة بحد ذاتها- على الأرجح يعود نسبها سيجد، المجر، حيث غلاف الكراميل للميل فاي يدعى سيجدنيرتورتا.

## التركيبة
تقليديًا، يتكون الميل فاي من ثلاث طبقات عجينة منتفخة، وطبقتين من الكاسترد. الطبقة العليّة يرش عليها بالقليل من السكر البودرة. في النسخ المختلفة لاحقًا، الطبقة العلوية تصقل بالغلاساج، تناوبيًا باللون الأبيض (الغلاساج) وخطوط بنية (الشوكلاتة)؛ ومن ثم تمشّط على شكلها المميز. اليوم، هناك أيضًا أطباق ميل فاي ميل فاي، من الجبن والسبانج أو حشوات أخرى.

## الأشكال والأسماء المختلفة

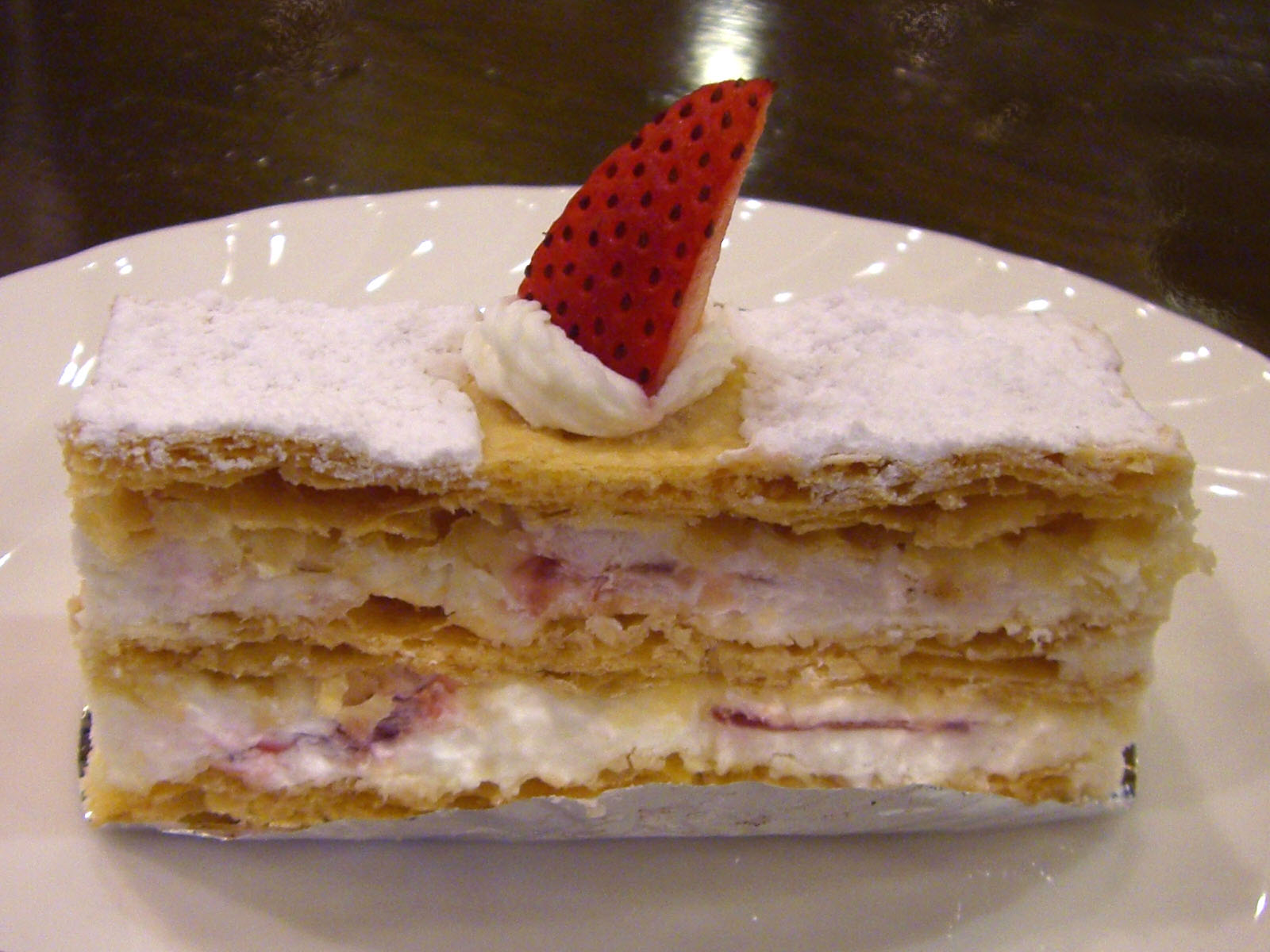
معجنة الميل فاي (اليابان)

وفقًا إلى لا فارين، كانت في البداية تدعى gâteau de mille-feuilles (بالعربية: كعكة الألف ورقة)، للدلالة على الطبقات العديدة للمعجنة. استخدم العجينة المنتفخة التقليدية، المصنوعة من ستة أضعاف الطبقات الثلاث، تكون 729 طبقة؛ في وصفات حديثة يمكن أن تكون بها على الأقل 2,048 طبقة.
في إيران، تدعى الحلوى باسم «شيرينى ناپلئونى»، أي «الحلوى النابوليونية»). وتتألف طبقات عجين منتفخة رقيقة وعادةً تغطى الطبقة العلوية بمدقوق السكر.
في المغرب، الجزائر، تونس، وليبيا يتم إستهلاكها بشكل منتظم. وتدعى أيضًا ميل فاي.
بالشمال المغربي تدعى ميلفا وهي مزج بين كلمتي ميل (ألف) وفاي (ورقة).

## مسابقات
تجرى مسابقة سنوية لأفضل خبّاز شرائح الفانيلا تدعى "Great Australian Vanilla Slice Triumph" في أوين غربي فيكتوريا. معايير التحكيم تضم «المذاق، يجب أن تكشف عن وجود الكسترد مع ملمس ناعم دسم وتوازن طعم الفانيليا مع هش، أن تكون المعجنات مقرمشة ومغطاة بغلاساج/فندان على نحو سلس وبراق».